# Station Meeden-Muntendam

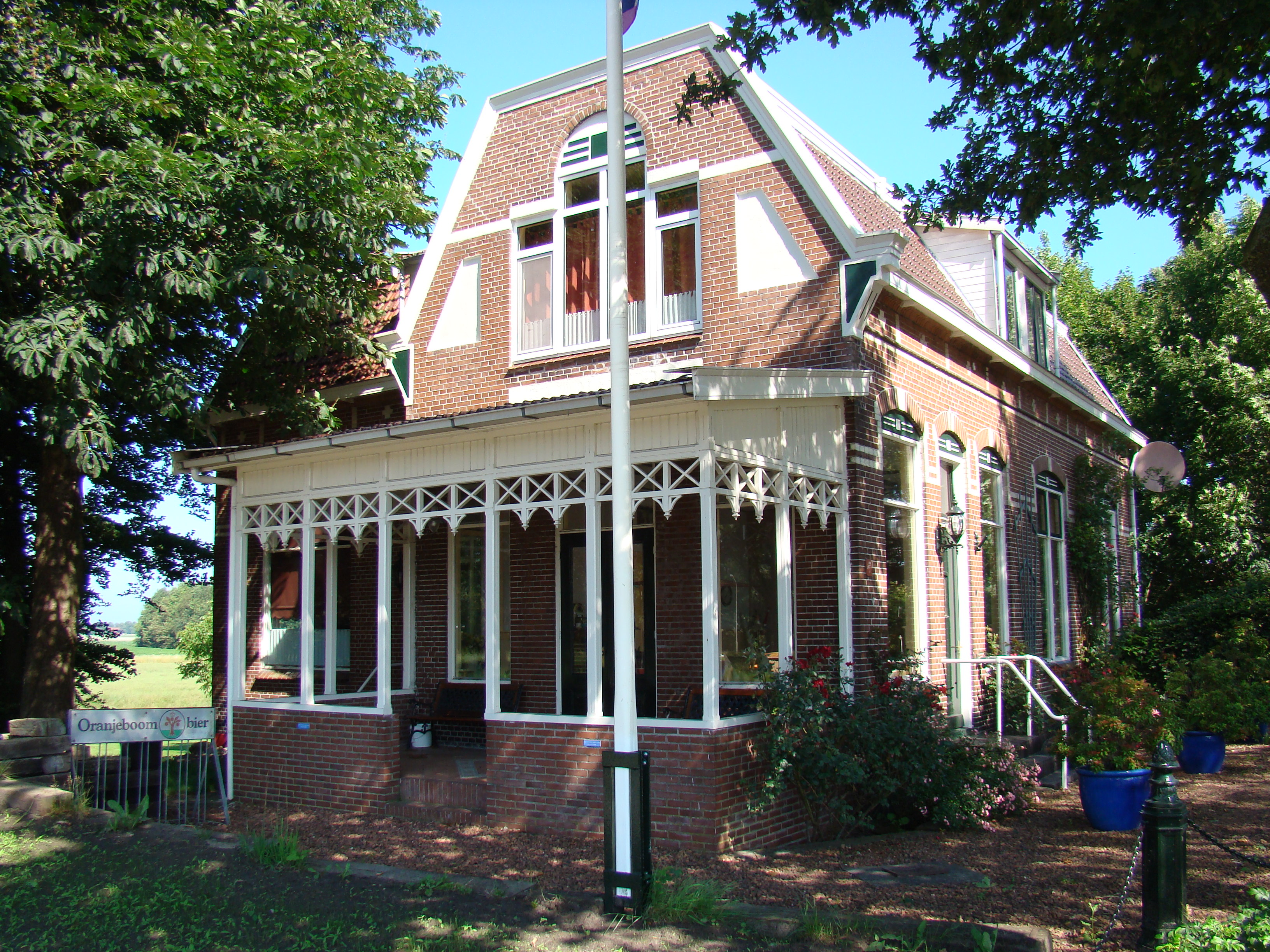
De voormalige restauratie

Station Meeden-Muntendam (afkorting: Mmd) is een voormalig spoorwegstation aan de spoorlijn Stadskanaal - Zuidbroek. Het station werd geopend op 1 augustus 1910 en gesloten op 1 mei 1941.
Het stationsgebouw van het type derde klasse van de Noordoosterlocaalspoorweg-Maatschappij werd in 1909 gebouwd naar ontwerp van de Amsterdamse architect Eduard Cuypers. De sloop van het station, toen gelegen aan de Stationsstraat, vond plaats in 1966. De straatnaam verviel kort daarop eveneens. 
0: Stadskanaal ·
3: Stadskanaal Pekelderweg ·
6: Nieuwediep ·
9: Bareveld ·
12: Wildervank ·
15: Veendam ·
18: Meeden-Muntendam ·
22: Zuidbroek
Appingedam · 
Bad Nieuweschans ·
Baflo · 
Bedum · 
Delfzijl · 
-West · 
Eemshaven ·
Grijpskerk · 
Groningen · 
-Europapark ·
-Noord ·
Haren · 
Hoogezand-Sappemeer · 
Kropswolde · 
Loppersum · 
Martenshoek · 
Roodeschool · 
Sauwerd · 
Scheemda · 
Stedum · 
Uithuizen · 
Uithuizermeeden · 
Usquert · 
Veendam · 
Warffum · 
Winschoten · 
Winsum · 
Zuidbroek · 
Zuidhorn
Voormalige stations: zie de lijst van voormalige spoorwegstations in Groningen